# Panelcraft Sheet Metal
Die Panelcraft Sheet Metal Company war ein metallverarbeitender Betrieb aus Birmingham, der Gebrauchsgegenstände, Boote und zeitweise auch Automobilkarosserien herstellte. Ein Schwerpunkt im Automobilsektor war die Arbeit für die Healey Motor Company. Eine Verbindung zu dem 1960 gegründeten Londoner Betrieb FLM Panelcraft bestand nicht.

## Unternehmensgeschichte
Panelcraft Sheet Metal war in Birmingham ansässig. Die Werksanlagen befanden sich anfänglich im Stadtteil Woodgate, später in Kings Heath. Das Unternehmen war auf die Verarbeitung von Aluminiumblechen durch Walzen spezialisiert und warb damit, „alles vom Papiermesser bis zum Flugzeug“ herstellen zu können. Während des Zweiten Weltkriegs baute Panelcraft unter anderem Handwagen für den Transport von Milchkannen. In größerem Umfang entstanden auch Bootsrümpfe aus Aluminium. Einzelne Quellen berichten, dass Panelcraft außerdem frühzeitig als Subunternehmer für Jensen Motors Teile von Automobilkarosserien fertigte sowie die Bleche für einen Morris-Minor-Prototyp herstellte. Anfang der 1950er-Jahre begann Panelcraft mit dem Bau von Automobilkarosserien in Kleinserie. Von 1950 bis 1954 entstanden bei Panelcraft die Aufbauten für zwei Healey-Modelle und für den Swallow Doretti. Danach ist kein Karosseriebau mehr belegt.

## Automobilkarosserien

### Healey

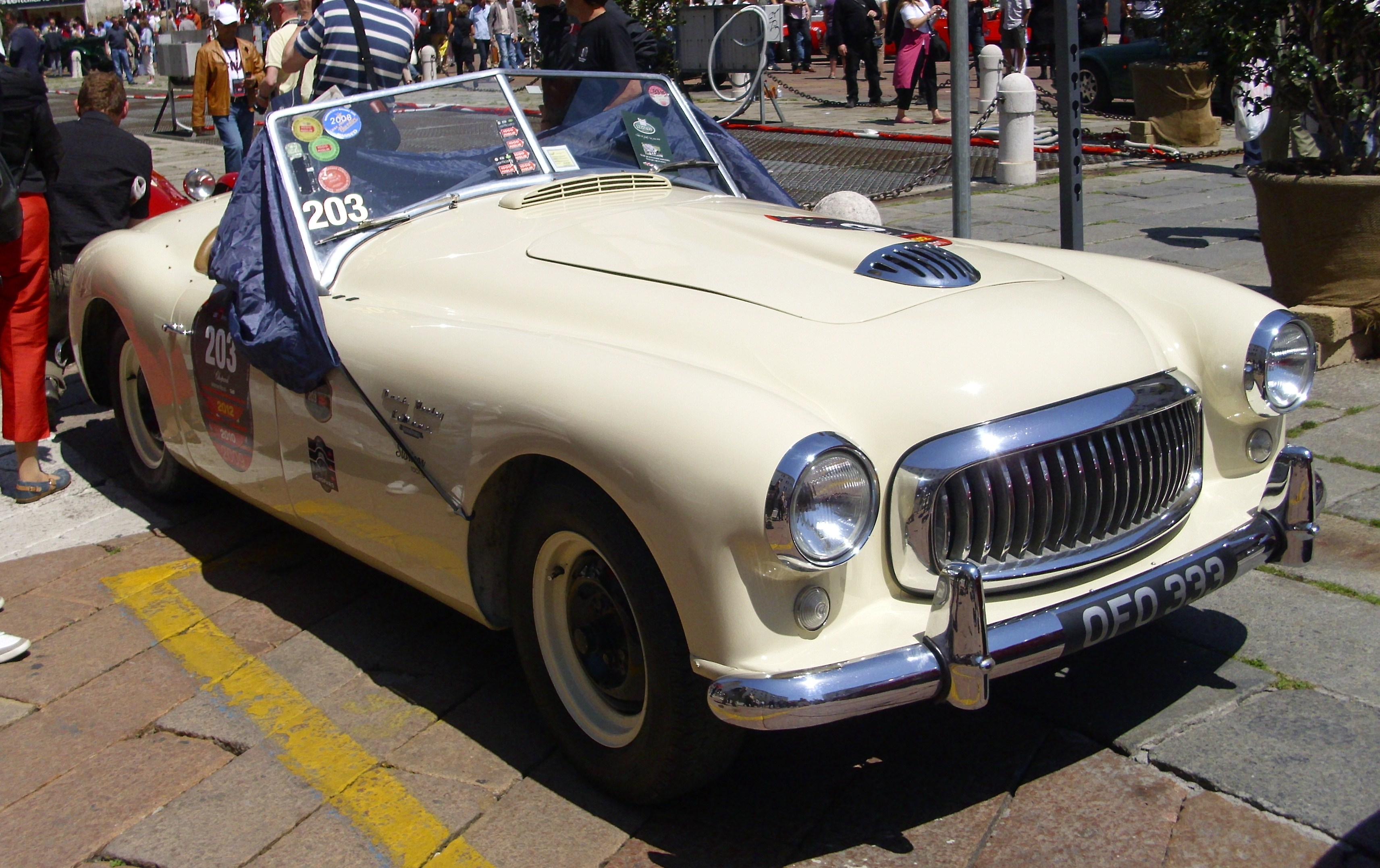
Für die USA: Nash-Healey

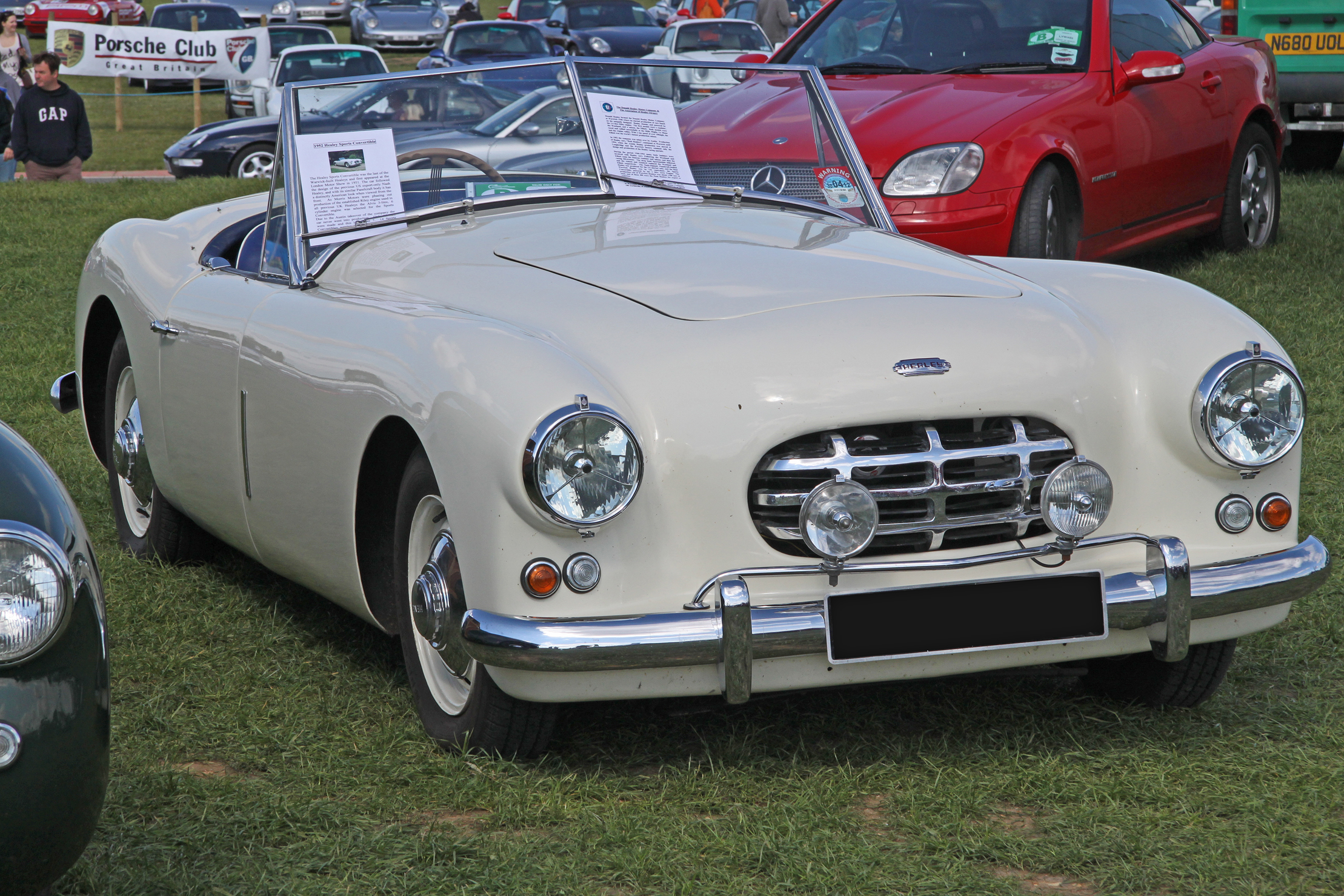
Für Großbritannien: Alvis-Healey

Der Einstieg in die serienmäßige Produktion von Automobilkarosserien gelang Panelcraft mit der Healey Motor Company.
Donald Healeys Betrieb in Warwick brachte ab 1946 eine Reihe von Sportwagen auf den Markt, die auf einem von Achille „Sammy“ Sampietro konstruierten Chassis beruhten und in den Anfangsjahren Motoren von Riley, Nash, Alvis und Austin hatten. Die Karosserien der ersten Healey-Modelle waren sehr unterschiedlich. Healey hatte keine eigene Karosserieproduktion. Bevor Jensen Motors in West Bromwich zum festen Karosserielieferanten wurde, bezog Healey die Aufbauten für seine frühen Modelle von verschiedenen kleinen Werken, von denen die meisten nur wenige Jahre existierten. Hierzu gehörten Abbey Panels, Abbott, Duncan, Elliott, Rawson und Westland.
Im Herbst 1950 erschien der Nash-Healey, der Healeys Chassis mit der Antriebstechnik des US-amerikanischen Automobilherstellers Nash verbindet. Anders als die vorangegangenen Modelle war der Nash-Healey in erster Linie für den Export in die USA bestimmt. Das Design des Roadsters gestaltete der Healey-Mitarbeiter Benjamin Bowden. Die Karosserieteile für alle Autos der ersten Serie fertigte Panelcraft in Handarbeit. Die Aufbauten wurden von Ende 1950 bis März 1951 kontinuierlich in einem Durchlauf produziert, sodass Healey sie nur noch abrufen musste. Die Aufbauten wurden als Rohkarosserien (Bodies in White); die Komplettierung mit Technik und Innenausstattung sowie die Lackierung übernahm Healey selbst. Insgesamt entstanden bei Panelcraft 104 Karosserien für den Nash-Healey. Der Absatz blieb damit hinter Donald Healeys Erwartungen zurück. Ein Grund dafür war der hohe Preis des Autos, der 1951 bei 3.767 US-$ lag. Es war damit fast 50 Prozent teurer als der teuerste Nash amerikanischer Produktion und nur etwa 200 £ günstiger als ein Cadillac Series 62 Convertible (3.987 US-$). In der Absicht, die Attraktivität des Modells zu erhöhen, ließen Nash und Healey für die zweite, 1952 eingeführte Serie des Roadsters eine neue Karosserie bei Pininfarina entwerfen. Die Aufbauten dieser Serie wurden nicht mehr bei Panelcraft, sondern bei Pininfarina in Italien gefertigt.
Zusätzlich zu den 104 Nash-Healey-Karosserien stellte Panelcraft bis zum Frühjahr 1951 noch 30 weitere, weitgehend übereinstimmende Aufbauten her, die überwiegend für den Healey 3 Litre Sports Convertible verwendet wurden. Die auch als Alvis-Healey bekannt gewordenen Autos waren die für den heimischen Markt bestimmten Versionen des Nash-Healey. Die einzigen stilistischen Unterschiede betreffen die Gestaltung der Frontpartie; ihr fehlt das Nash-typische Kühlergitter. 25 Fahrzeuge erhielten die Panelcraft-Karosserie; der Abverkauf dauerte bis 1953.

### Swallow

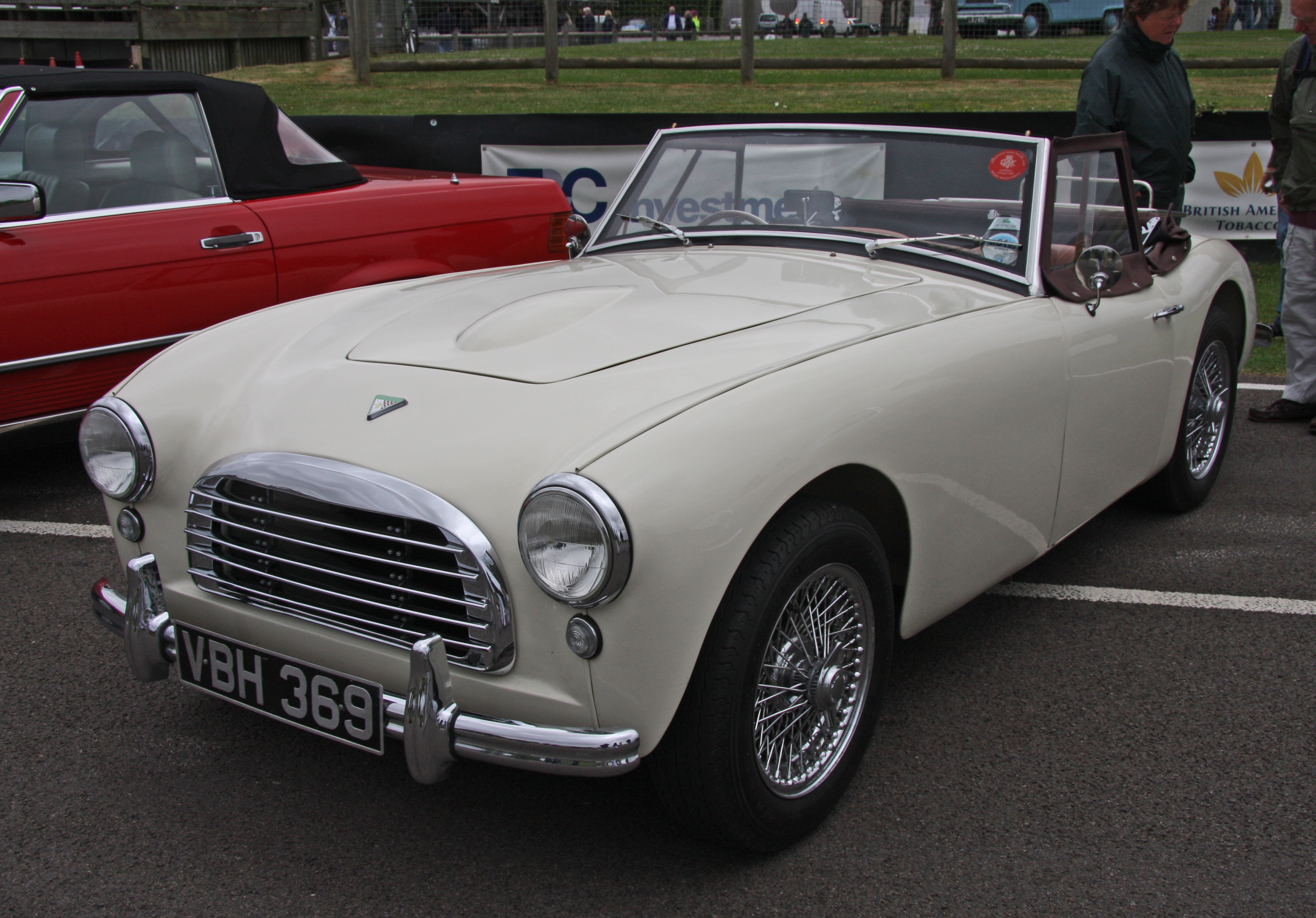
Swallow Doretti

1954 stellte Swallow aus Walsall den zweisitzigen Sportwagen Doretti vor, der konzeptionell an den Nash-Healey anknüpfte. Swallow hatten den gleichen Ursprung wie der Sportwagenhersteller Jaguar; beide Unternehmen traten letztlich aber in Konkurrenz zueinander. Der Roadster Doretti war in erster Linie für den Verkauf in den USA bestimmt. Er basiert technisch auf dem Fahrgestell des Triumph TR2 und hat eine von Frank Rainbow entworfene Aluminiumkarosserie, deren Herstellung Panelcraft übernahm. Wie schon die Healey-Karosserien wurden die Doretti-Aufbauten in Handarbeit gewalzt. Von 1954 bis 1955 entstanden 274 Serienfahrzeuge mit Panelcraft-Aufbauten. Eine zweite Serie mit leicht veränderter Karosserie, die wiederum Panelcraft bauen sollte, kam nicht mehr zustande. Nach einer Intervention von William Lyons, dem Inhaber von Jaguar, beendete Swallow im Sommer 1955 die Automobilproduktion.